# Championnat d'Europe de football 1972
Navigation
Italie 1968 Yougoslavie 1976
La phase finale du championnat d'Europe des nations de football 1972 se déroule en Belgique à partir des demi-finales du 14 au 18 juin.
La RFA remporte son premier titre européen, écartant entre autres l'Angleterre en quarts de finale après une victoire 3-1 à Wembley.

## Stades
- Stade Émile Versé, Bruxelles - Capacité* : 29 000 spectateurs
- Bosuilstadion, Anvers - Capacité* : 20 000 spectateurs
- Stade de Sclessin, Liège - Capacité* : 31 000 spectateurs
- Stade du Heysel, Bruxelles - Capacité* : 50 000 spectateurs

* Capacité effective au moment de la compétition

## Phase finale
|  | Demi-finales         | Demi-finales     |                      |   | Finale             | Finale             |
|  | Demi-finales         | Demi-finales     |                      |   | Finale             | Finale             |
|  |                      |                  |                      |   |                    |                    |
|  | 14 juin, Anvers      | 14 juin, Anvers  |                      |   | 18 juin, Bruxelles | 18 juin, Bruxelles |
|  | 14 juin, Anvers      | 14 juin, Anvers  |                      |   | 18 juin, Bruxelles | 18 juin, Bruxelles |
|  | Allemagne de l'Ouest | 2                |                      |   | 18 juin, Bruxelles | 18 juin, Bruxelles |
|  | Allemagne de l'Ouest | 2                |                      |   | 18 juin, Bruxelles | 18 juin, Bruxelles |
|  | Belgique             | 1                |                      |   | 18 juin, Bruxelles | 18 juin, Bruxelles |
|  | Belgique             | 1                | Allemagne de l'Ouest | 3 |                    |                    |
|  | 14 juin, Anderlecht  |                  | Allemagne de l'Ouest | 3 |                    |                    |
|  |                      | Union soviétique | 0                    |   |                    |                    |
|  | Union soviétique     | Union soviétique | 0                    | 1 |                    |                    |
|  | Union soviétique     |                  |                      | 1 |                    |                    |
|  | Hongrie              | 0                |                      |   |                    |                    |
|  | Hongrie              | 0                | 3e place             |   |                    |                    |
|  |                      |                  |                      |   |                    |                    |
|  | 17 juin, Liège       |                  |                      |   |                    |                    |
|  |                      |                  |                      |   |                    |                    |
|  | Belgique             | 2                |                      |   |                    |                    |
|  | Belgique             | 2                |                      |   |                    |                    |
|  | Hongrie              | 1                |                      |   |                    |                    |
|  | Hongrie              | 1                |                      |   |                    |                    |

### Demi-finales
| Entraîneur :  |
| A. Ponomariov |

| Entraîneur : |
| R. Illovszky |

| Entraîneur :  |
| A. Ponomariov |

| Entraîneur : |
| R. Illovszky |

| Entraîneur : |
| R. Goethals  |

| Entraîneur : |
| H. Schön     |

| Entraîneur : |
| R. Goethals  |

| Entraîneur : |
| H. Schön     |

### Finale pour la troisième place
| Entraîneur : |
| R. Illovszky |

| Entraîneur : |
| R. Goethals  |

| Entraîneur : |
| R. Illovszky |

| Entraîneur : |
| R. Goethals  |

### Finale
| Titulaires : |  |
| |  |
| Sepp Maier Horst-Dieter Höttges Paul Breitner Hans-Georg Schwarzenbeck Franz Beckenbauer Herbert Wimmer Josef Heynckes Uli Hoeness Gerd Müller Günter Netzer Erwin Kremers |  |
| Entraîneur : |  |
| Helmut Schön |  |

| Titulaires : |  |
| |  |
| Evgueni Roudakov Iouri Istomine Mourtaz Khourtsilava Vladimir Kaplitchny Revaz Dzodzouachvili Vladimir Trochkine Anatoli Konkov Viktor Kolotov Anatoli Baïdatchny Anatoli Banichevski Vladimir Onischenko |  |
| Entraîneur : |  |
| Alexandre Ponomariov |  |

| Titulaires : |  |
| |  |
| Sepp Maier Horst-Dieter Höttges Paul Breitner Hans-Georg Schwarzenbeck Franz Beckenbauer Herbert Wimmer Josef Heynckes Uli Hoeness Gerd Müller Günter Netzer Erwin Kremers |  |
| Entraîneur : |  |
| Helmut Schön |  |

| Titulaires : |  |
| |  |
| Evgueni Roudakov Iouri Istomine Mourtaz Khourtsilava Vladimir Kaplitchny Revaz Dzodzouachvili Vladimir Trochkine Anatoli Konkov Viktor Kolotov Anatoli Baïdatchny Anatoli Banichevski Vladimir Onischenko |  |
| Entraîneur : |  |
| Alexandre Ponomariov |  |

## Palmarès et récompenses

### Joueur clé
L'UEFA a désigné l'allemand Gerd Müller comme joueur clé de la compétition.

### Équipe-type
| Gardiens         | Défenseurs                                                                | Milieux                                 | Attaquants                              |
| ---------------- | ------------------------------------------------------------------------- | --------------------------------------- | --------------------------------------- |
| Evgueni Roudakov | Revaz Dzodzouachvili Franz Beckenbauer Paul Breitner Mourtaz Khourtsilava | Uli Hoeneß Günter Netzer Herbert Wimmer | Raoul Lambert Jupp Heynckes Gerd Müller |

### Meilleur buteur

#### 4 buts
- Gerd Müller